# Jewgienija Osipienko
Jewgienija Anatoljewna Osipienko (ros. Евгения Анатольевна Кельмяшкина-Осипенко; ur. 8 czerwca 1973) – rosyjska zapaśniczka walcząca w stylu wolnym. Srebrna medalistka mistrzostw świata w 1994; piąta w 1992, 1993 i 1995. Mistrzyni Europy w 1993 i druga w 1996. Mistrzyni Rosji w 1993 roku.